# Pers (Deux-Sèvres)
Pers ist eine ehemalige französische Gemeinde mit 69 Einwohnern (Stand: 1. Januar 2022) im Département Deux-Sèvres in der Region Nouvelle-Aquitaine (vor 2016 Poitou-Charentes). Sie gehörte zum Arrondissement Niort.
Der Erlass der Präfektin vom 16. Oktober 2024 legte mit Wirkung zum 1. Januar 2025 die Eingliederung von Pers als Commune déléguée zusammen mit den früheren Gemeinden Sauzé-Vaussais, Caunay, Montalembert und Pliboux zur Commune nouvelle Sauzé-entre-Bois fest.

## Geografie

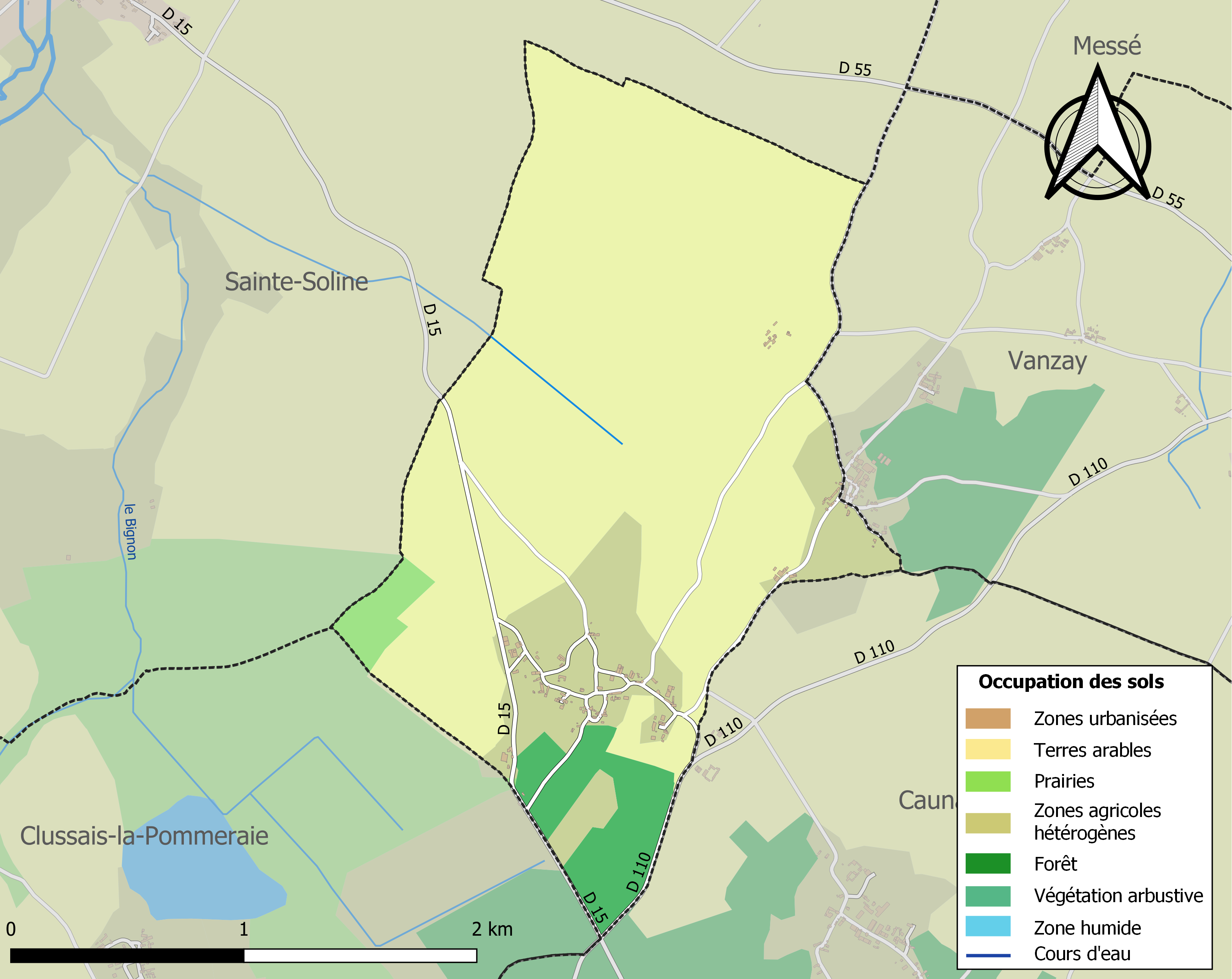
Bodennutzung, Hydrografie und Infrastruktur von Pers (2018)

Pers liegt etwa 43 Kilometer ostsüdöstlich von Niort, etwa 45 Kilometer südwestlich von Poitiers und etwa 64 Kilometer nordnordwestlich von Angoulême in der historischen Provinz des Poitou. Der Ort befindet sich im Einzugsgebiet der Loire und wird von einem zeitweise trockenfallenden Bach entwässert, die hier entspringt. Das Zentrum befindet sich auf einer Höhe von etwa 145 m. Das Relief des Ortsgebiets zeigt eine leichte Erhöhung von Nord nach Süd, wobei im Südosten die maximale Höhe von 151 m gemessen wird. Die minimale Höhe von 127 m liegt im Nordwesten beim Austritt des Bachs aus dem Ortsgebiet.
Teile des Gebiets von Pers gehören zum 24.450 Hektar großen Natura-2000-Schutzgebiet „Plaine de La Mothe-Saint-Héray-Lezay“ (FR5412022) und von zwei ZNIEFF-Naturzonen.
Rund 94 % der Fläche von Pers werden landwirtschaftlich, hauptsächlich als Kulturboden genutzt, etwa 7 % sind bewaldet, insbesondere im südlichen Ortsgebiet durch den Anteil am Bois de la Garenne (Stand: 2018).
Umgeben wird Pers von den Nachbargemeinden Sainte-Soline im Westen und Norden und Vanzay im Osten, von der Commune déléguée Caunay im Südosten sowie von der Nachbargemeinde Clussais-la-Pommeraie im Süden und Südwesten.

## Bevölkerungsentwicklung
| Jahr                       | 1962 | 1968 | 1975 | 1982 | 1990 | 1999 | 2006 | 2013 | 2020 |
| -------------------------- | ---- | ---- | ---- | ---- | ---- | ---- | ---- | ---- | ---- |
| Einwohner                  | 104  | 82   | 81   | 69   | 78   | 70   | 71   | 70   | 74   |
| Quellen: Cassini und INSEE |      |      |      |      |      |      |      |      |      |

## Sehenswürdigkeiten
- Kirche Notre-Dame
- Friedhof mit einer Totenleuchte, einem verzierten steinernen Grabdeckel aus der Merowingerzeit und vier weiteren aus dem 11. oder 12. Jahrhundert. Die Totenleuchte ist seit 1889 als Monument historique klassifiziert, die Grabdeckel seit 1914.

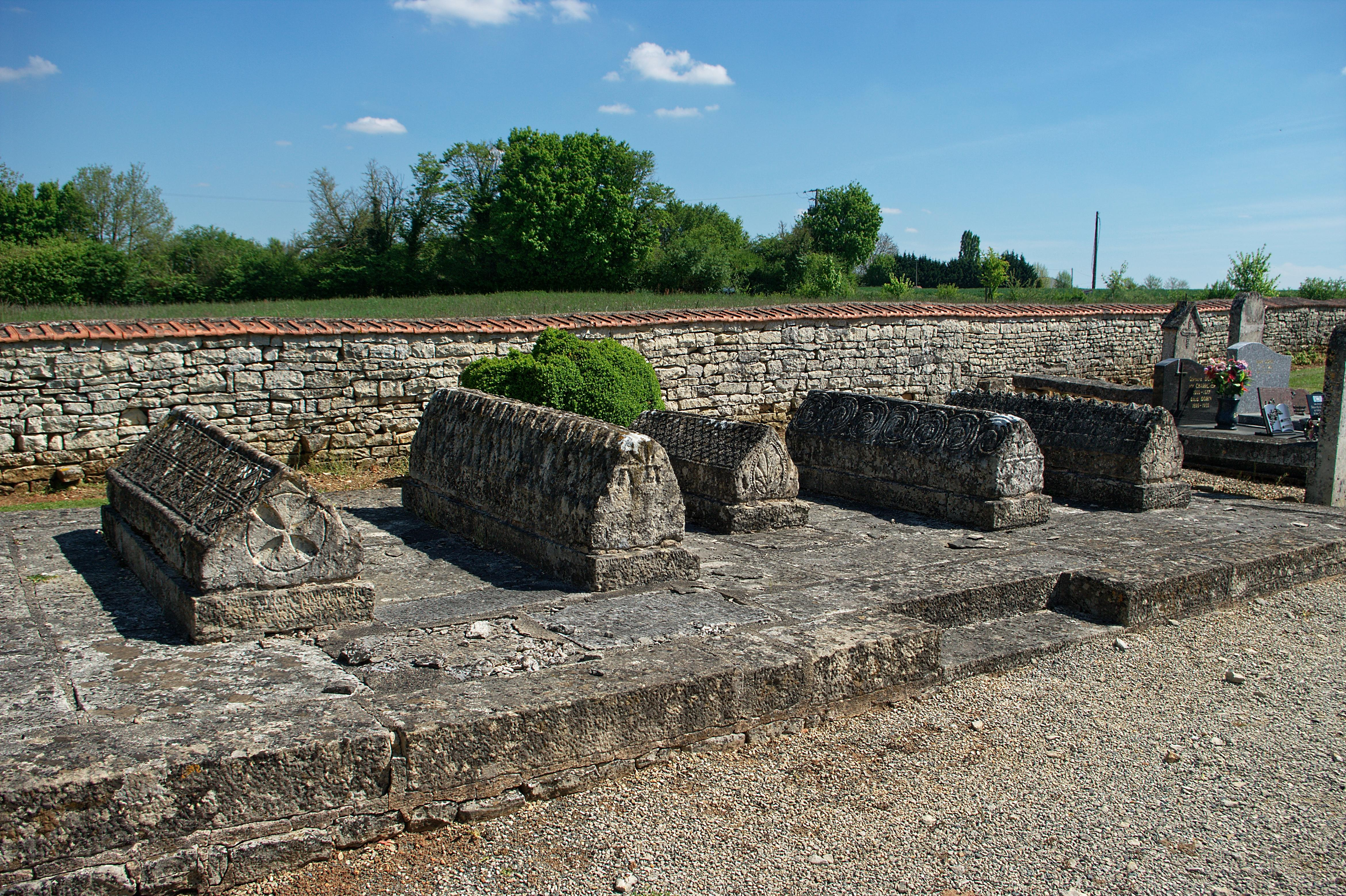
Steinerne Grabdeckel auf dem Friedhof
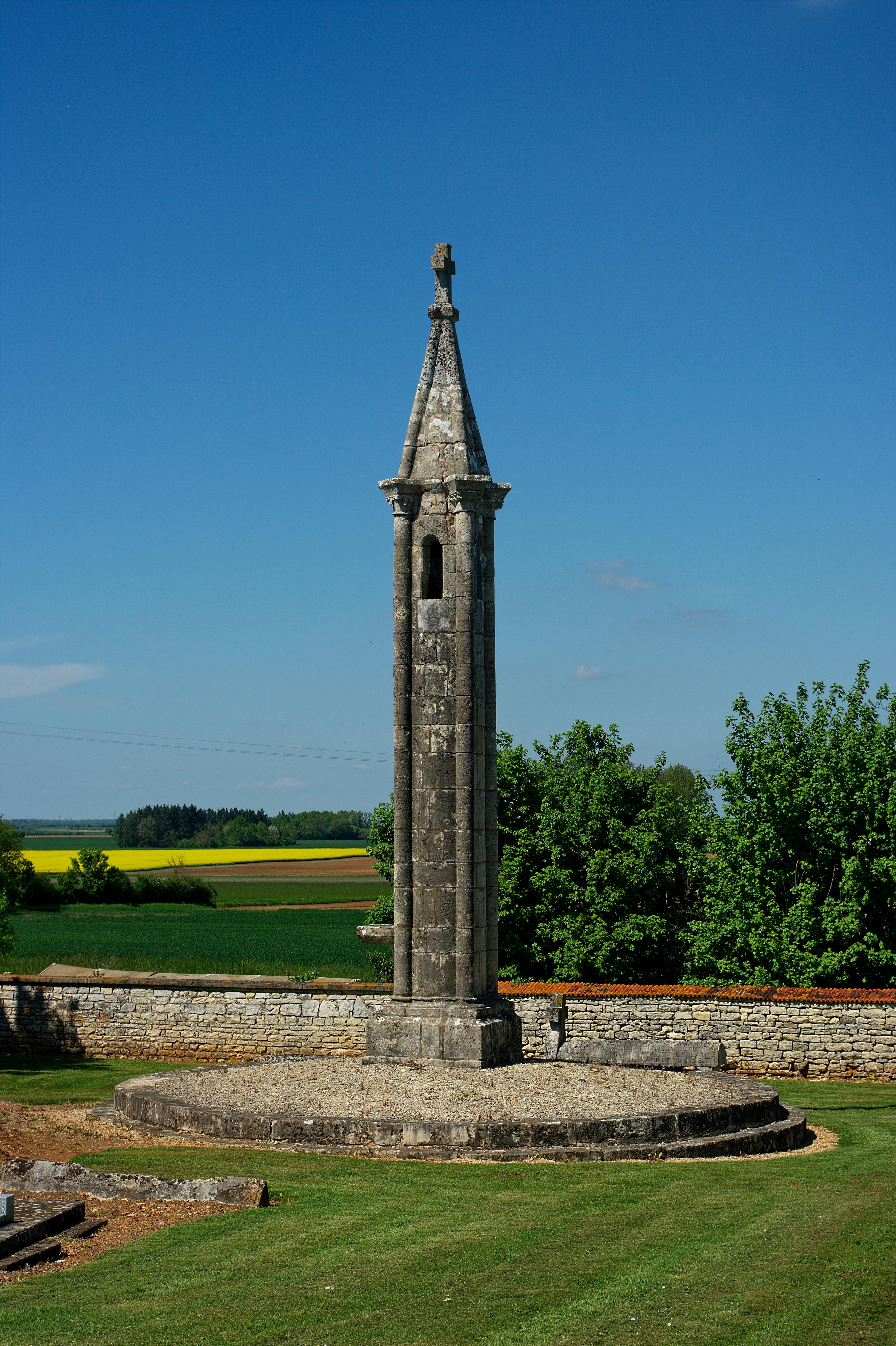
Totenleuchte